# Булаткохупітія (підрозділ окружного секретаріату)
Підрозділ окружного секретаріату Булаткохупітія — підрозділ окружного секретаріату округу Кегалле, провінції Сабарагамува, Шрі-Ланка. Складається з 27 Грама Ніладхарі.